# Béla Várady
Béla Várady (ur. 12 kwietnia 1953 w Gömörszőlős, zm. 23 stycznia 2014 w Budapeszcie) – węgierski piłkarz grający na pozycji napastnika. W swojej karierze rozegrał 36 meczów w reprezentacji Węgier, w których strzelił 13 goli.

## Kariera klubowa
Karierę piłkarską Várady rozpoczął w klubie Putnoki Bányász. W 1970 roku przeszedł do Ózdi Kohász. W 1971 roku odszedł z niego do Vasasu Budapeszt, w którym zadebiutował w sezonie 1971/1972 w pierwszej lidze. W sezonie 1976/1977 wywalczył z Vasasem swój jedyny w karierze tytuł mistrza Węgier. Z 36 strzelonymi golami został wówczas królem strzelców węgierskiej ligi. W zespole Vasasu występował do końca sezonu 1982/1983.
W 1983 roku Várady odszedł z Vasasu do francuskiego Tours FC. Po dwóch latach gry w tym klubie wrócił do Vasasu, a w 1986 roku został zawodnikiem Váci Izzó MTE. W 1988 roku odszedł z niego do austriackiego amatorskiego klubu UFC Pama. W latach 1989–1990 grał w Magyar Kábel, w którym zakończył karierę piłkarską.

## Kariera reprezentacyjna
W reprezentacji Węgier Várady zadebiutował 27 sierpnia 1972 roku w wygranym 5:0 meczu Igrzysk Olimpijskich w Monachium z Iranem i w debiucie strzelił bramkę. Na tych igrzyskach zdobył srebrny medal, a w meczu finałowym z Polską (1:2) zdobył gola.
W 1978 roku Várady został powołany do kadry na Mistrzostwa Świata w Argentynie. Na Mundialu był rezerwowym zawodnikiem i nie rozegrał żadnego spotkania. Od 1972 do 1982 roku rozegrał w kadrze narodowej 36 meczów, w których strzelił 13 goli.
| Mecze i gole w reprezentacji | Mecze i gole w reprezentacji | Mecze i gole w reprezentacji | Mecze i gole w reprezentacji | Mecze i gole w reprezentacji | Mecze i gole w reprezentacji | Mecze i gole w reprezentacji |
| #                            | Data                         | Stadion                      | Rywal                        | Wynik                        | Gol                          | Rozgrywki                    |
| 1972                         | 1972                         | 1972                         | 1972                         | 1972                         | 1972                         | 1972                         |
| ---------------------------- | ---------------------------- | ---------------------------- | ---------------------------- | ---------------------------- | ---------------------------- | ---------------------------- |
| 1.                           | 27.08.1972                   | Norymberga, RFN              | Iran                         | 5:0                          | 1                            | IO 1972                      |
| 2.                           | 31.08.1972                   | Augsburg, RFN                | Dania                        | 0:2                          | 0                            | IO 1972                      |
| 3.                           | 27.08.1972                   | Pasawa, RFN                  | NRD                          | 0:2                          | 0                            | IO 1972                      |
| 4.                           | 10.09.1972                   | Monachium, RFN               | Polska                       | 1:2                          | 1                            | IO 1972                      |
| 1973                         |                              |                              |                              |                              |                              |                              |
| 5.                           | 29.04.1973                   | Budapeszt, Węgry             | Austria                      | 2:2                          | 0                            | el. MŚ 1974                  |
| 6.                           | 16.05.1973                   | Karl-Marx-Stadt, NRD         | NRD                          | 1:2                          | 0                            | towarzyski                   |
| 1975                         |                              |                              |                              |                              |                              |                              |
| 7.                           | 10.08.1975                   | Teheran, Iran                | Iran                         | 2:1                          | 1                            | towarzyski                   |
| 8.                           | 24.09.1975                   | Budapeszt, Węgry             | Austria                      | 2:1                          | 0                            | el. ME 1976                  |
| 9.                           | 08.10.1975                   | Łódź, Polska                 | Polska                       | 2:4                          | 0                            | towarzyski                   |
| 10.                          | 15.10.1975                   | Bratysława, Czechosłowacja   | Czechosłowacja               | 1:1                          | 1                            | towarzyski                   |
| 11.                          | 19.10.1975                   | Szombathely, Węgry           | Luksemburg                   | 8:1                          | 1                            | el. ME 1976                  |
| 1976                         |                              |                              |                              |                              |                              |                              |
| 12.                          | 12.06.1976                   | Budapeszt, Węgry             | Austria                      | 2:0                          | 1                            | towarzyski                   |
| 13.                          | 09.10.1976                   | Pireus, Grecja               | Grecja                       | 1:1                          | 0                            | el. MŚ 1978                  |
| 1977                         |                              |                              |                              |                              |                              |                              |
| 14.                          | 09.02.1977                   | Lima, Peru                   | Peru                         | 2:3                          | 0                            | towarzyski                   |
| 15.                          | 22.02.1977                   | Meksyk, Meksyk               | Meksyk                       | 1:1                          | 0                            | towarzyski                   |
| 16.                          | 27.02.1977                   | Buenos Aires, Argentyna      | Argentyna                    | 1:5                          | 0                            | towarzyski                   |
| 17.                          | 27.03.1977                   | Alicante, Hiszpania          | Hiszpania                    | 1:1                          | 0                            | towarzyski                   |
| 18.                          | 13.04.1977                   | Budapeszt, Węgry             | Polska                       | 2:1                          | 0                            | towarzyski                   |
| 19.                          | 20.04.1977                   | Budapeszt, Węgry             | Czechosłowacja               | 2:0                          | 1                            | towarzyski                   |
| 20.                          | 30.04.1977                   | Budapeszt, Węgry             | ZSRR                         | 2:1                          | 0                            | el. MŚ 1978                  |
| 21.                          | 18.05.1977                   | Tbilisi, ZSRR                | ZSRR                         | 0:2                          | 0                            | el. MŚ 1978                  |
| 22.                          | 28.05.1977                   | Budapeszt, Węgry             | Grecja                       | 3:0                          | 0                            | el. MŚ 1978                  |
| 23.                          | 05.10.1977                   | Budapeszt, Węgry             | Jugosławia                   | 4:3                          | 1                            | towarzyski                   |
| 24.                          | 12.10.1977                   | Budapeszt, Węgry             | Szwecja                      | 3:0                          | 1                            | towarzyski                   |
| 25.                          | 29.10.1977                   | Budapeszt, Węgry             | Boliwia                      | 6:0                          | 1                            | el. MŚ 1978 – baraż          |
| 26.                          | 09.11.1977                   | Praga, Czechosłowacja        | Czechosłowacja               | 1:1                          | 0                            | towarzyski                   |
| 27.                          | 30.11.1977                   | La Paz, Boliwia              | Boliwia                      | 3:2                          | 0                            | el. MŚ 1978 – baraż          |
| 1978                         |                              |                              |                              |                              |                              |                              |
| 28.                          | 15.04.1978                   | Budapeszt, Węgry             | Czechosłowacja               | 2:1                          | 0                            | towarzyski                   |
| 29.                          | 11.10.1978                   | Budapeszt, Węgry             | ZSRR                         | 2:0                          | 1                            | el. ME 1980                  |
| 30.                          | 28.10.1978                   | Saloniki, Grecja             | Grecja                       | 1:4                          | 1                            | el. ME 1980                  |
| 31.                          | 15.11.1978                   | Frankfurt nad Menem, RFN     | RFN                          | 0:0                          | 0                            | towarzyski                   |
| 1980                         |                              |                              |                              |                              |                              |                              |
| 32.                          | 26.03.1980                   | Budapeszt, Węgry             | Polska                       | 2:1                          | 0                            | towarzyski                   |
| 33.                          | 30.04.1980                   | Koszyce, Czechosłowacja      | Czechosłowacja               | 0:1                          | 0                            | towarzyski                   |
| 1982                         |                              |                              |                              |                              |                              |                              |
| 34.                          | 14.02.1982                   | Christchurch, Nowa Zelandia  | Nowa Zelandia                | 2:1                          | 0                            | towarzyski                   |
| 35.                          | 24.03.1982                   | Budapeszt, Węgry             | Austria                      | 2:3                          | 1                            | towarzyski                   |
| 36.                          | 18.04.1982                   | Budapeszt, Węgry             | Peru                         | 1:2                          | 0                            | towarzyski                   |